# Théofroy
Théofroy de Corbie († 690 ; latin Theodofridus Corbeiensis), fut le premier abbé de l'abbaye de Corbie puis l’évêque d'Amiens. Il est reconnu saint par l’Église catholique.

## Biographie

### Premier abbé de Corbie
Théofroy était un moine de l’Abbaye de Luxeuil, sous l’abbatiat de Valbert, qui selon les Actes du roi Thierry Ier fut envoyé, avec plusieurs moines de cette abbaye, à Corbie pour y installer un monastère selon la volonté de la reine Bathilde. Théofroy en devint le premier abbé. On ignore la durée précise de son abbatiat. 

### Evêque d'Amiens
Sa réputation de sagesse et de prudence conduisit les Amiénois à le choisir comme nouvel évêque à la mort de l’évêque Berthefroy (Bertefridus). Des lettres du roi Thierry III confirment son élection à l'épiscopat en 670 ou 674. Rodogaire (ou Chrodégaire) lui succéda à la tête de l’abbaye de Corbie.
Selon Dom Grenier, c’est par erreur que certains auteurs l’ont mentionné tantôt comme évêque d'Albi, tantôt comme évêque de Cambrai ou encore évêque de Beauvais.
L’abbé Trithème, à la fin du XVe siècle, le plaça parmi les hommes illustres de l’ordre de Saint-Benoît, le proclamant remarquable par sa science et son érudition, sans toutefois mentionner d’ouvrage dont il aurait été l’auteur.

## Œuvres
On lui attribue la composition de : 
- Versus de sex aetatibus et mundi principio
- Versus de Asia et de universi mundi rota